# Mineraloid
Mineraloid je mineralu podobna snov, ki nima kristalne strukture. Kemijske sestave mineraloidov so izven splošno privzetih območij sestav, ki veljajo za minerale. 
Med mineraloide zato spadajo snovi, ki na prvi pogled spadajo med minerale. Obsidijan na primer ni kristal, ampak amorfno steklo. Antracit je nastal iz odmrlega lesa pod izjemno visokim tlakom, opal pa je mineraloid, ker nima lastnosti kristala. Bisere zaradi vsebnosti kristalov kalcijevega karbonata nekateri prištevajo med minerale. Bolj primerna je razvrstitev med mineraloide, ker so kristali povezani z organskim vezivom, razmerje med anorganskimi in organskimi komponentami pa ni vedno enako.

## Najpogostejši mineraloidi
- Jantar, nima kristalne strukture.
- Antracit, zelo gost premog brez kristalne strukture.
- Samorodno živo srebro, ker je tekoče, ima pa veljavno ime Mednarodne mineraloške zveze (IMA).
- Lešateljerit, skoraj čisto silicijevo steklo.
- Limonit, zmes oksidov.
- Lapis lazuli, zmes mineralov.
- Obsidijan, vulkansko steklo brez kristalne strukture, zmes stekla in kremena.
- Opal, nekristalni silicijev dioksid, zmes mineralov, ki ima veljavno ime IMA.
- Biser, organsko proizveden kalcijev karbonat.
- Nafta, tekočina.
- Pirobitumen, nehomogena, nekristalinična masa, ki se s segrevanjem ne tali.
- Vulkanit, vulkaniziran naraven ali sintetičen gumij brez kristalne strukture.
- Tektiti, meteoritsko silicijevo steklo.